# Tsingtauer Neueste Nachrichten

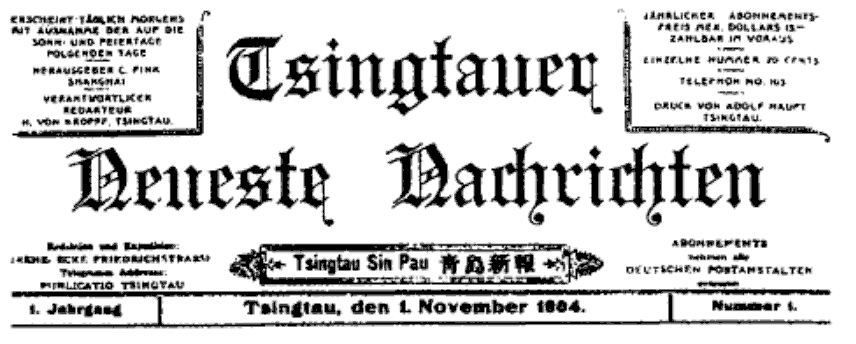
Tsingtauer Neueste Nachrichten

Le Tsingtauer Neueste Nachrichten ("Dernières Nouvelles de Qingdao" en allemand, Tsingtau Sin Pau, Chinois traditionnel: 青島新報, chinois simplifié: 青岛新报, Hanyu pinyin: Qīngdǎo Xīnbào) était un journal allemand qui a été publié à Qingdao.